# Квінсі Тауншип (округ Франклін, Пенсільванія)
Квінсі Тауншип (англ. Quincy Township) — селище (англ. township) в США, в окрузі Франклін штату Пенсільванія. Населення — 5318 осіб (2020).

## Демографія
Згідно з переписом 2010 року, у селищі мешкала 5541 особа в 1905 домогосподарствах у складі 1367 родин. Було 2081 помешкання
Расовий склад населення:
| - 93,5 % — білих - 3,4 % — чорних або афроамериканців - 0,5 % — азіатів - 0,2 % — корінних американців |

До двох чи більше рас належало 1,5 %. Частка іспаномовних становила 2,0 % від усіх жителів.
За віковим діапазоном населення розподілялося таким чином: 22,6 % — особи молодші 18 років, 57,4 % — особи у віці 18—64 років, 20,0 % — особи у віці 65 років та старші. Медіана віку мешканця становила 41,3 року. На 100 осіб жіночої статі у селищі припадало 101,9 чоловіків;  на 100 жінок у віці від 18 років та старших — 98,3 чоловіків також старших 18 років.
Середній дохід на одне домашнє господарство  становив 68 405 доларів США (медіана — 60 750), а середній дохід на одну сім'ю — 72 710 доларів (медіана — 64 127). Медіана доходів становила 41 210 доларів для чоловіків та 31 530 доларів для жінок. За межею бідності перебувало 6,8 % осіб, у тому числі 9,9 % дітей у віці до 18 років та 3,0 % осіб у віці 65 років та старших.
Цивільне працевлаштоване населення становило 2534 особи. Основні галузі зайнятості: освіта, охорона здоров'я та соціальна допомога — 22,5 %, виробництво — 20,4 %, роздрібна торгівля — 14,2 %, будівництво — 9,5 %.